# ضرب و شتم (فیلم ۲۰۱۱)
ضرب و شتم (به زبان انگلیسی: Sur le rythme) یک فیلم سینمایی کانادایی به کارگردانی چارلز-الیویه میشیاد است که در ۱۰ اوت ۲۰۱۱ منتشر شد.